# Mirosław Miętus
Mirosław Grzegorz Miętus (ur. 21 kwietnia 1960) – polski fizyk, oceanograf i geograf, profesor, doktor habilitowany, były dyrektor Instytutu Geografii Uniwersytetu Gdańskiego i kierownik Zakładu Meteorologii i Klimatologii Instytutu Geografii Uniwersytetu Gdańskiego. W latach 2021–2024 zastępca dyrektora Instytutu Meteorologii i Gospodarki Wodnej oraz Stały Przedstawiciel Polski w Światowej Organizacji Meteorologicznej (WMO).

## Życiorys
Mirosław Miętus jest absolwentem fizyki teoretycznej na Wydziale Matematyki, Fizyki i Chemii Uniwersytetu Gdańskiego w roku 1984. W latach 1985–2011 pracował w Instytucie Meteorologii i Gospodarki Wodnej w Gdyni oraz w Warszawie, gdzie przebył całą ścieżkę awansu zawodowego, od specjalisty fizyka w Pracowni Badań Dalekomorskich i Polarnych do profesora nadzwyczajnego, kierownika Centrum Monitoringu Klimatu Polski. Stopień doktora nauk technicznych w zakresie inżynierii środowiska (specjalność meteorologia) uzyskał w roku 1995 w IMiGW w Warszawie. Promotorem rozprawy doktorskiej był prof. dr hab. Maciej Sadowski. Stopień doktora habilitowanego w dziedzinie nauk o Ziemi, w zakresie oceanologii (specjalność oceanografia fizyczna i meteorologia morska) uzyskał w roku 2000 na Wydziale BGiO UG. Od roku 2002 pracuje na UG. Zajmuje się meteorologią i klimatologią polarną, klimatologią obszaru Polski ze szczególnym uwzględnieniem aspektów dotyczących jakości danych, analizy wczesnoinstrumentalnych danych pomiarowych, detekcji zmienności klimatu. Zajmuje się klimatologią obszarów morskich oraz wzajemnym oddziaływaniem oceanu i atmosfery w wymiarze klimatycznym.
Jest autorem prac z zakresu detekcji zmian klimatu Polski oraz scenariuszy przyszłej ewolucji klimatu i skutków tych zmian na wybrane sektory gospodarcze oraz obszary (w szczególności skutków zmian klimatu w strefie brzegowej). Wykonawca oraz kierownik projektów naukowych krajowych i zagranicznych. Był ekspertem Światowej Organizacji Meteorologicznej (WMO) w zakresie meteorologii morskiej, oceanografii operacyjnej, meteorologii polarnej i klimatologii. Jest wieloletnim kierownikiem Zespołu Ekspertów ds. Klimatologii Morskiej WMO i Międzyrządowej Komisji Oceanograficznej (IOC UNESCO), oraz ekspertem Globalnego Systemu Obserwacji Klimatu (w zakresie data-rescue w rejonie Europy środkowej i wschodniej). Przedstawiciel Polski na sesjach plenarnych Komisji Meteorologii Morskiej (CMM) WMO oraz Komisji wspólnej WMO i IOC ds. Oceanografii i Meteorologii Morskiej (JCOMM), reprezentant Polski na komisjach technicznych WMO ds. meteorologii polarnej (Arktyka i Antarktyka). Reprezentował Polskę na sesjach plenarnych Międzyrządowego Panelu ds. Zmiany Klimatu (IPCC) oraz podczas sesji przyjmujących raportu okresowe I Grupy Roboczej IPCC w 1996, 2001, 2007 roku. Koordynator międzynarodowego projektu Climate of the Baltic Sea Basin realizowanego pod auspicjami WMO. Jeden z inicjatorów i członek rady koordynującej światowego programu VOS-CLIM. Jedna z osób zaproszonych przez IPCC do prac na raportami (TAR-2001, FAR-2007). Wyróżniony dyplomem honorowym IPCC potwierdzającym jego istotny wkład w uzyskanie przez IPCC Pokojowej Narody Nobla w 2007 roku. Członek polskich delegacji na COP-y. Wieloletni ekspert Ministerstwa Środowiska w zakresie zmian klimatu. Twórca Centrum Monitoringu Klimatu w Instytucie Meteorologii i Gospodarki Wodnej PIB. Kierownik Katedry Meteorologii i Klimatologii w Instytucie Geografii Uniwersytetu Gdańskiego, były dyrektor Instytutu Geografii UG. Od stycznia 2021 do lutego 2024 był zastępcą dyrektora Instytutu Meteorologii i Gospodarki Wodnej.
Opublikował ponad 250 prac naukowych, liczba opublikowanych oryginalnych prac naukowych przekracza 170. Redaktor 17 publikacji, w 12 z nich także współautor tekstu. W ramach roczników meteorologicznych lub statystycznych tablic klimatologicznych ukazały się 24 opracowania. Wypromował 7 doktorów, ponad 40 magistrów. Recenzent wydawniczy w kilku międzynarodowych czasopismach i agencjach grantowych.
Wyróżniony nagrodami: Polskiego Towarzystwa Geofizycznego, IMGW, Złota odznaką PTG-F, Odznaką honorową „Za zasługi dla ochrony środowiska” i Złotym Krzyżem Zasługi (2016).

## Stopnie i tytuły naukowe
- 1984 – mgr – fizyka, specjalność: fizyka teoretyczna, Uniwersytet Gdański, Wydział Matematyki, Fizyki i Chemii[4].
- 1995 – dr nauk technicznych, inżynieria środowiska, meteorologii, Instytut Meteorologii i Gospodarki Wodnej[4].
- 2000 – dr hab. – nauki o Ziemi, oceanologia, specjalność: meteorologia morska, oceanografia fizyczna, Uniwersytet Gdański, Wydział Biologii, Geografii i Oceanologii[4].
- 2013 – profesor, nauki o Ziemi, Instytut Geografii i Przestrzennego Zagospodarowania PAN[4].

## Publikacje naukowe
- Serwis Google Scholar
- Strona w serwisie Katedry Meteorologii i Klimatologii IG UG